# Militar i noia rient
Militar i noia rient, també coneguda com El soldat i la noia somrient (De soldaat en het lachende meisje en neerlandès) és una pintura que va crear l'artista Johannes Vermeer l'any 1658 i que la podem trobar en la Col·lecció Frick a Nova York.

## Descripció
El tema és una noia alegre davant del seu pretendent, que intenta seduir-la amb vi, ja popular en l'art neerlandès, Vermeer l'utilitzà com a estudi de l'espai abundant de llum. La figura fosca de l'oficial contribueix a la pintura, afegint-li una sensació de profunditat, i contrasta amb l'intercanvi de llums entre la dona i el mobiliari de l'habitació.
La influència dels interiors pintats per Pieter de Hooch, qui es va establir a Delft el 1653, es fa evident en els quadres de Vermeer, com el que es mostra aquí, amb els seus detalls interiors.
El mapa d'Holanda a la paret del fons, al costat de les cadires, es presenta en altres quadres de Vermeer. Aquest mapa, creat el 1620 per Balthasar Florisz van Berckenrode i publicat l'any següent per Willem Jansz Blaeu, mostra la llegenda llatina 'NOVA ET ACCVRATA TOTIVS HOLLANDIAE WESTFRISIAEQ(VE) TOPOGRAPHIA', que permet situar geogràficament l'escena representada a Holanda i Frísia occidental. A més, ofereix una referència temporal, col·locant l'escena al voltant de la guerra anglo-holandesa de 1652-1654.
Com a expressió de la saviesa humanística, els mapes, objectes costosos i apreciats, es mostren com a manifestació del gust de l'autor.
Aquest és un dels quadres que els crítics han assenyalat en el debat sobre l'ús de la cambra fosca per Vermeer. El litògraf estatunidenc Joseph Pennell va fer ressò, el 1891, de la perspectiva quasi fotogràfica que es percep en aquesta obra.